# Ossie Davis
Raiford Chatman Davis, conocido como Ossie Davis, (Georgia, 18 de diciembre de 1917 - Nueva York, 4 de febrero de 2005) fue un actor, director, guionista y productor de cine estadounidense, además de escritor y activista político. Se casó en 1948 con la actriz Ruby Dee (con quien creó, dirigió y protagonizó la serie de televisión de 1980 Ossie and Ruby), protagonizó más de 100 películas y dirigió cinco. En 1969 fue nominado al Globo de Oro al Mejor Actor de Reparto por su papel en la película Joe Bass, dirigida por Sydney Pollack.

## Biografía
Raiford Chatman Davis nació en Cogdell, Georgia, hijo de Kince Charles Davis, ingeniero de construcción de ferrocarriles, y su esposa Laura (de soltera Cooper; 9 de julio de 1898 - 6 de junio de 2004). Sin darse cuenta, se hizo conocido como "Ossie" cuando se estaba archivando su certificado de nacimiento y el secretario del tribunal del condado de Clinch escuchó mal la pronunciación de su nombre por parte de su madre como "RC Davis". Davis experimentó el racismo desde una edad temprana cuando el KKK amenazó con dispararle a su padre, cuyo trabajo consideraban que era demasiado avanzado para que lo tuviera un hombre negro. Entre sus hermanos se encontraban el científico William Conan Davis, la trabajadora social Essie Davis Morgan, el farmacéutico Kenneth Curtis Davis y el profesor de biología James Davis.
Siguiendo los deseos de sus padres, asistió a la Universidad de Howard, pero la abandonó en 1939 para cumplir su deseo de una carrera como actor en Nueva York después de una recomendación de Alain Locke; Más tarde asistió a la Escuela de Estudios Generales de la Universidad de Columbia. Su carrera como actor comenzó en 1939 con los Rose McClendon Players en Harlem. Durante la Segunda Guerra Mundial, Davis sirvió en el Ejército de los Estados Unidos en el Cuerpo Médico. Hizo su debut cinematográfico en 1950 en la película de Sidney Poitier No Way Out.

## Carrera
Cuando Davis quiso seguir una carrera en la actuación, se encontró con los obstáculos habituales que sufrían los negros en ese momento, ya que generalmente solo podían interpretar personajes estereotipados como Stepin Fetchit. En cambio, trató de seguir el ejemplo de Sidney Poitier e interpretar personajes más distinguidos. Cuando consideró necesario interpretar a un portero Pullman oa un mayordomo, interpretó esos personajes de forma realista, no como una caricatura.
Además de actuar, Davis, junto con Melvin Van Peebles y Gordon Parks, fue uno de los directores negros notables de su generación: dirigió películas como Gordon's War, Black Girl y Cotton Comes to Harlem. Junto con Bill Cosby y Poitier, Davis fue uno de los pocos actores negros capaces de encontrar el éxito comercial y evitar los papeles estereotípicos antes de 1970, que también incluyó un papel importante en la película de 1965 The Hill junto a Sean Connery además de papeles en The Cardinal y The Scalphunters. Sin embargo, Davis nunca tuvo el tremendo éxito comercial o crítico que disfrutaron Cosby y Poitier, aunque actuó con ambos en la película de 1975 Let's Do It Again. Como dramaturgo, Davis escribió "Paul Robeson: All-American", que se presenta con frecuencia en programas de teatro para audiencias jóvenes.
En 1976, Davis apareció en el novedoso álbum para niños de Muhammad Ali, The Adventures of Ali and His Gang vs. Mr. Tooth Decay.
Davis encontró reconocimiento al final de su vida al trabajar en varias de las películas del director Spike Lee, incluyendo School Daze, Do The Right Thing,  Fiebre de la jungla, Ella me odia y Súbete al autobús. También encontró trabajo como artista comercial voice-over y se desempeñó como narrador de la CBS sitcom Evening Shade de principios de la década de 1990, protagonizada por Burt Reynolds, donde también interpretó a uno de los residentes de un pequeño pueblo del sur.
Davis también apareció en varias películas populares de la década de 1990, incluidas Grumpy Old Men, The Client y Dr. Dolittle. En 1999, apareció como cuidador de teatro en la película de Trans-Siberian Orchestra The Ghosts of Christmas Eve, que fue lanzada en DVD dos años después.
Durante muchos años, fue anfitrión del Concierto anual del Día Nacional de los Caídos en Washington D. C..
Prestó su voz a Anansi la araña en la serie de televisión infantil PBS Sesame Street en sus segmentos de animación.
El último papel de Davis fue un papel invitado de varios episodios en la serie dramática de Showtime The L Word, como un padre que lucha con la aceptación de su hija Bette (Jennifer Beals) criando a un niño con su pareja lesbiana. En sus episodios finales, su personaje enfermó y murió. Su esposa Ruby Dee estuvo presente durante el rodaje de su propia escena de muerte. Ese episodio, que se emitió poco después de la propia muerte de Davis, se transmitió con una dedicatoria al actor. Después del fallecimiento de Davis, el actor Dennis Haysbert lo interpretó en la película de 2015 Experimentador.

## Honores
En 1989, Ossie Davis y su esposa, la actriz y activista Ruby Dee, fueron incluidos en el Salón de la Fama de los NAACP Image Awards. En 1995, recibieron la Medalla Nacional de las Artes, el honor más alto de la nación otorgado a un artista individual en nombre del país y presentado en una Casa Blanca ceremonia por el Presidente de los Estados Unidos. En 2004, recibieron el prestigioso Kennedy Center Honors. Según Kennedy Center Honors:
"Los ganadores de los Honores reconocidos por sus contribuciones de por vida a la cultura estadounidense a través de las artes escénicas, ya sea en danza, música, teatro, ópera, películas o televisión, son seleccionados por la Junta de Síndicos del Centro. El criterio principal en el proceso de selección es excelencia. Los Honores no se designan por forma de arte o categoría de logro artístico; el proceso de selección, a lo largo de los años, ha producido un equilibrio entre las diversas artes y disciplinas artísticas".
En 1994, Davis fue incluido en el Salón de la Fama del Teatro Americano.

## Activismo
Davis y Dee eran bien conocidos como activistas de los derechos civiles durante el Movimiento por los derechos civiles y eran amigos cercanos de Malcolm X, Jesse Jackson, Martin Luther King Jr y otros íconos de la época. Participaron en la organización de la Marcha en Washington por el trabajo y la libertad por los derechos civiles de 1963, y sirvieron como sus maestros de ceremonias. Davis, junto con Ahmed Osman, pronunció el elogio en el funeral de Malcolm X. Volvió a leer parte de este elogio al final de Spike Lee's película Malcolm X. También entregó un conmovedor tributo al Dr. Martin Luther King Jr, en un memorial en el Central Park de Nueva York el día después del asesinato de King en Memphis, Tennessee.

## Vida personal

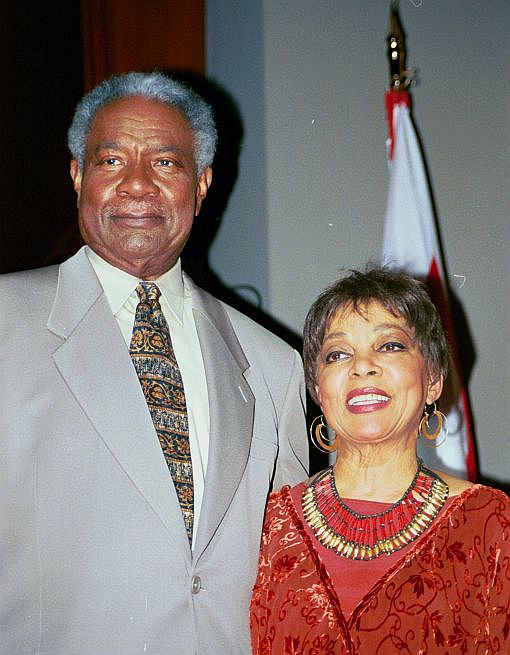
Ossie Davis junto su esposa Ruby Dee

En 1948, Davis se casó con la actriz Ruby Dee, a quien conoció en Broadway, durante los ensayos de la obra de Robert Ardrey Jeb. En su autobiografía conjunta titulada "Con Ossie y Ruby", describieron su decisión de tener un matrimonio abierto, pero luego cambiaron de opinión. A mediados de la década de 1960, se mudaron al suburbio de New Rochelle en Nueva York, donde permanecieron de por vida. Su hijo Guy Davis es un músico de blues y ex actor, que apareció en la película Beat Street (1984) y en la telenovela One Life to Live. Sus hijas son Nora Davis Day y Hasna Muhammad.

## Muerte
Davis fue encontrado muerto en una habitación de hotel de Miami Beach el 4 de febrero de 2005, dejando una extensa carrera en cine, teatro, y televisión. Tenía 87 años. No se reveló la causa oficial de la muerte, pero se sabía que tenía problemas cardíacos. Sus cenizas fueron enterradas en el Cementerio Ferncliff.
El funeral de Davis se llevó a cabo en la ciudad de Nueva York el 12 de febrero de 2005. La fila para ingresar a la iglesia Riverside, ubicada en las afueras de Harlem, se extendía por varias cuadras, y mil o más miembros del público no pudieron asistir mientras la iglesia se llenaba. a su capacidad de 2100. Los oradores incluyeron a los hijos y nietos de Davis, así como Alan Alda, Burt Reynolds, Amiri Baraka, Avery Brooks, Angela Bassett, Spike Lee, Attallah Shabazz, Tavis Smiley, Maya Angelou, Sonia Sanchez, Harry Belafonte y el expresidente Bill Clinton, entre muchos otros. Wynton Marsalis realizó un tributo musical. Burt Reynolds, quien al principio de su carrera había trabajado con Davis, dijo: "Ossie Davis me quitó las partes malas del sur ... Sé lo que es un hombre gracias a Ossie Davis". La Sra. Shabazz, la hija mayor de Malcolm X y Betty Shabazz, habló con cariño del hombre al que ella y sus cinco hermanas llamaban tío Ossie y dijo que les había brindado un apoyo excepcional a ella y a sus hermanas después del asesinato de su padre. Bill Clinton llegó a la mitad del servicio y dijo desde el púlpito: "Pedí que me sentaran en la parte de atrás. Con orgullo viajaría en la parte trasera del autobús de Ossie Davis cualquier día", y agregó que Davis "habría sido un gran presidente".
Al pronunciar el elogio, Harry Belafonte dijo: Ossie Davis "abrazó a las mayores fuerzas de nuestro tiempo. Paul Robeson, Dr. W.E.B. DuBois, Eleanor Roosevelt, A. Philip Randolph, Fannie Lou Hamer, Ella Baker, Thurgood Marshall, Dr. Martin Luther King Jr., Nelson Mandela y tantos, muchos más. En el momento de uno de nuestros momentos más ansiosos y conflictivos, cuando 'Nuestra América' se desgarraba por cuestiones raciales en ebullición, Ossie se detuvo ante la tumba. de uno de nuestros guerreros más nobles, y en el elogio que pronunció, aseguró que la historia entendería claramente la voz de los negros y lo que Malcolm X significó para nosotros en la lucha afroamericana por la libertad... Es difícil de entender que ya no podremos invocar su sabiduría, su humor, su lealtad y su fuerza moral para guiarnos en las decisiones que aún están por tomar y las batallas que aún están por pelear. tenerlo tanto como nosotros".

## Relación con Malcolm X
Ossie Davis estuvo activo en el funeral de Malcolm X en 1965, cuando pronunció el elogio que lo hizo más aclamado que nunca entre los negros de Harlem.
De Malcolm X, su amigo personal, Ossie Davis recuerda cuando lo conoció: "Conocí personalmente al hombre; por mucho que discrepara de él, nunca dudé de que Malcolm X, incluso cuando estaba equivocado, siempre estaba esa cosa extremadamente rara en el mundo entre nosotros los negros: un hombre sincero."
Davis se interpretó a sí mismo en dos películas sobre Malcolm X, dirigida por Spike Lee.

## Filmografía como actor

### Cine
- No Way Out (1950) como John Brooks (sin acreditar)
- Catorce horas (1951) como taxista (sin acreditar)
- La historia de Joe Louis (1953) como Bob (sin acreditar)
- Gone Are the Days! (también conocido como Purlie Victorious) (1963) como el reverendo Purlie Victorious Judson
- El cardenal (1963) como el padre Gillis
- Tratamiento de choque (1964) como Capshaw
- La colina (1965) como Jacko King
- Un hombre llamado Adam (1966) como Nelson Davis
- Revolución silenciosa (1967)
- Los Scalphunters (1968) como Joseph Lee
- Sam Whiskey (1969) como Jed Hooker
- Esclavos (1969) como Luke
- Wattstax (1973) como él mismo (sin acreditar)
- Hagámoslo de nuevo (1975) como Elder Johnson
- Cuenta regresiva en Kusini (1976) como Ernest Motapo
- Hot Stuff (1979) como el Capitán John Geiberger
- Benjamin Banneker: El hombre que amaba las estrellas (1979)
- Harry e hijo (1984) como Raymond
- La casa de Dios (1984) como Dr. Sanders
- Avenging Angel (1985) como el Capitán Harry Moradian
- School Daze (1988) como el entrenador Odom
- Haz lo correcto (1989) como Da Mayor
- Joe contra el volcán (1990) como Marshall
- Preminger: Anatomía de un cineasta (1991, documental) como él mismo
- Fiebre de la jungla (1991) como El buen reverendo doctor Purify
- Gladiator (1992) como Noah
- Malcolm X (1992) como Eulogy Performer (voz)
- Policía y medio (1993) como Detective en Squad Room (sin acreditar)
- Viejos gruñones (1993) como Chuck
- El cliente (1994) como Harry Roosevelt
- Sube al autobús (1996) como Jeremiah
- No soy Rappaport (1996) como Midge Carter
- 4 Little Girls (1997, Documental) como él mismo - Actor y dramaturgo
- Dr. Dolittle (1998) como Archer Dolittle
- Alyson's Closet (1998, Corto) como Postman Extraordinaire
- El Viaje Inacabado (1999, Documental, Corto) como Narración (voz)
- El Evangelio Según el Sr. Allen (2000, Documental) como Narrador
- Dinosaur (2000) como Yar (voz)
- ¡Aquí está la vida! (2000) como Duncan Cox
- Voice of the Voiceless (2001, Documental) como él mismo
- ¿Por qué no podemos volver a ser una familia? (2002, Documental, Corto) como Narrador (voz)
- Bubba Ho-Tep (2002) como Jack
- Unchained Memories (2003, Documental) como Reader #6
- Nat Turner: A Troublesome Property (2003, documental) como él mismo
- Beah: A Black Woman Speaks (2003, Documental) como él mismo
- BAADASSSSS! (2003) como abuelo
- Ella me odia (2004) como juez Buchanan
- Orgulloso (2004) como Lorenzo DuFau
- Una trompeta en los muros de Jericó (2005, Documental)
- Experimenter (2015) Ossie Davis es interpretado por Dennis Dexter Haysbert.

### Televisión
- El emperador Jones (1955, película para televisión) como Brutus Jones
- Seven Times Monday (1962, película para televisión) como Will
- Coche 54 ¿Dónde estás? (1962-1963) como oficial Omar Anderson
- El fugitivo (1966) como el teniente Johnny Gaines
- 12 en punto alto (1967) como Major Glenn Luke
- Bonanza: El deseo (1969) como Sam Davis
- Galería nocturna (1969) como Osmund Portifoy
- Hawaii Five-O (1974) como Ramon Borelle
- El sheriff (1971, película para televisión) como el sheriff James Lucas
- El décimo nivel (1976, película para televisión) como Reed
- Billy: Retrato de un niño de la calle (1977, película para televisión) como Dr. Fredericks
- King (1978, miniserie de televisión) como el reverendo Martin Luther King Sr.
- Roots: The Next Generations (1979, miniserie de TV) como Dad Jones
- Freedom Road (1979, película para televisión) como narrador
- Todos los hijos de Dios (1980, película para televisión) como Blaine Whitfield
- ¡Ossie y Rubí! (1980) como coanfitrión (1980-1981)
- No mires atrás: la historia de Leroy "Satchel" Paige (1981, película para televisión) como Chuffy Russell
- Death of a Prophet (1981, película para televisión) como él mismo
- Benjamin Banneker: El hombre que amaba las estrellas (1989)
- Licenciado en derecho. Stryker (1989-1990) como 'Oz' Jackson
- Tomaremos Manhattan (1990, película para televisión) como Man in Subway
- Sombra vespertina (1990-1994) como Ponder Blue
- La reina de Alex Haley (1993, miniserie de televisión) como Parson Dick
- The Ernest Green Story (1993, película para televisión) como abuelo
- The Stand (1994, miniserie de TV) como el juez Richard Farris
- Ray Alexander (1995, película para televisión) como el tío Phil
- The Android Affair (1995, película para televisión) como Dr. Winston
- El cliente (1995-1996) como el juez Harry Roosevelt
- El hogar de los valientes (1996, película para televisión) como Erasmus Jones
- Tierra prometida (1996-1998) como Erasmus Jones
- Tocado por un ángel (1996-2002) como Erasmus Jones / Gabriel / Gabe
- Miss Evers' Boys (1997, película para televisión) como Mr.Evers
- 12 Angry Men (1997, película para televisión) como miembro del jurado n.º 2
- The Secret Path (1999, película para televisión) como 'Too Tall'
- The Soul Collector (1999, película para televisión) como Mordecai
- Los fantasmas de la víspera de Navidad (1999, película para televisión) como The Caretaker
- A Vow to Cherish (1999, película para televisión) como Alexander Billman
- Entre los leones (1999-2005)
- Buscando a Buck McHenry (2000, película para televisión) como Buck McHenry
- La leyenda del bastón de caramelo (2001, película para televisión) como Julius (voz)
- La fiesta de Todos los Santos (2001, película para televisión) como Jean-Jacques
- Persidio Med (2002) como Otis Clayton
- Diáconos para la defensa (2003, película para televisión) como el reverendo Gregory
- JAG (2003) como Terrence Minnerly
- The L Word (2004-2005) como Melvin Porter (aparición final)

### Teatro
- Joy Exceeding Glory (1939)
- On Strivers Row (1940)
- Booker T. Washington (1940)
- Black Women in White (1941)
- Jeb (1946)
- Anna Lucasta (1946)
- The Leading Lady (1948)
- The Washington Years (1948)
- The Smile of the World (1949)
- Stevedore (1949)
- The Wisteria Trees (1950)
- The Royal Family (1951)
- The Green Pastures (1951)
- Remains to Be Seen (1951)
- Touchstone (1953)
- The Wisteria Trees (1955)
- No Time for Sergeants (1956)
- Jamaica (1957)
- A Raisin in the Sun (1959)
- Purlie Victorious (1961)
- Ballad for Bimshire (1963)
- A Treasury of Negro World Writing (1964)
- The Talking Skull (1965)
- The Zulu and the Zayda (1965)
- Ain't Supposed to Die a Natural Death (1972)
- Take It from the Top (1979)
- Zora is My Name! (1983)
- I'm Not Rappaport (1986)
- A Celebration of Paul Robeson (1988)
- Two Hah Hahs and a Homeboy (1995)

Videojuego
- Destripador (1996) como Ben Dodds

Discografía
- Autobiografía de Frederick Douglass, vol. 1: (Registros populares, 1966)
- Autobiografía de Frederick Douglass, vol. 2: (Folkways, 1966)
- Frederick Douglass' El significado del 4 de julio para el negro: (Folkways, 1975)
- Discursos de Frederick Douglass' inc. La Dred Scott Decisión: (Folkways, 1976)

## Filmografía como director
- Cotton Comes to Harlem (1970)
- Black Girl (1972)
- Gordon's War (1973)
- Kongi's Harvest (1973)
- Countdown at Kusini (1976)
- Crown Dick (1987)
- Chasing secrets (1999)

### Películas como escritor
*Excluyendo cortometrajes
- Purlie (1981, película para televisión, coprotagonizada por Philip Rose y Peter Udell)
- Cuenta regresiva en Kusini (1976, coprotagonizada por Al Freeman Jr., Ladi Ladebo y John Storm Roberts)
- Cotton Comes to Harlem (1970, coprotagonizada por Chester Himes y Arnold Perl)
- ¡Se acabaron los días! (1963)

## Premios y nominaciones
Premios Globo de Oro
| Año  | Categoría              | Película         | Resultado |
| ---- | ---------------------- | ---------------- | --------- |
| 1969 | Mejor actor de reparto | The Scalphunters | Nominado  |

Premios Emmy
| Año  | Categoría              | Serie      | Resultado |
| ---- | ---------------------- | ---------- | --------- |
| 2004 | Mejor actor de reparto | The L Word | Nominado  |

Otros premios
- 1979: Coretta Scott King Adward for Ahthors[22]
- 1984: Writers Guild of America Award for Television: Anthology Drama Adapted
- 1987: NAACP Image Awards: Salón de la Fama
- 1989: NAACP Image Award al Mejor Actor de Reparto en una Película
- 2001: Premio de Honor del sindicato de Actores
- 1999-2001: NAACP Image Award al Mejor Actor de Reparto en una Serie de Drama
- 2004: Premio Kennedy Center[23]
- 2007: Premio Grammy al Mejor Álbum Hablado[24][25]